# Most (film 1928)
Most (nid. De Brug) – holenderski niemy, krótkometrażowy film dokumentalny z 1928 roku w reżyserii Jorisa Ivensa. Jeden z pierwszych filmów wyreżyserowanych przez tego filmowca, odniósł sukces i przyczynił się do jego sławy.
Film trwa ponad 15 minut i prezentuje funkcjonowanie oddanego do użytku w 1927 roku mostu podnoszonego De Hef w Rotterdamie. Podczas projekcji ukazane jest m.in. podnoszenie i opuszczanie ruchomego przęsła mostu, przejazdy pociągów przez most oraz statki przepływające pod podniesionym przęsłem, a także struktura mostu czy działanie niektórych mechanizmów.